# マーシャル・R・ティーグ
マーシャル・R・ティーグ（Marshall R. Teague、1953年4月16日 - ）は、アメリカ合衆国の俳優。テネシー州ニューポート出身。

## 主な出演作品

### 映画
2005年
- 炎のテキサス・レンジャー リターンズ
- チャック・ノリス in 地獄の銃弾

2003年
- 人質奪還 アラブテロVSアメリカ特殊部隊
- モンテ・ウォルシュ

2001年
- アルティメット・ディシジョン
- ブラストシティ 連鎖爆破

2000年
- クライム・アンド・パニッシュメント

1998年
- アルマゲドン
- デッドライン

1997年
- ワイルド・ホーク
- Rough Riders

1996年
- ザ・ロック

1995年
- クライム・ジャングル 怒りの鉄拳
- Fists of Iron

1994年
- ガーディアン・エンジェル

1993年
- 赤ちゃんは誰のもの 失われた愛を求めて

1990年
- アパッチ
- ライダー・コップ
- 新・刑事コロンボ 華麗なる罠

1989年
- ロードハウス/孤独の街
- キング・マフィア 偽りの報酬

1989年
- Elvis and Me
- リベンジャー 殺しの特訓

1986年
- 女囚物語2〜炎の復讐〜（英語版）

1983年
- SFスターフライト

1982年
- リアル・バレット 真実の銃弾
- シャドー・ライダー